# Рудаймат-аль-Ліва
Рудаймат-аль-Ліва (англ. Rudaymat al-Liwa, араб. رضيمة اللواء) — поселення в Сирії, що складає невеличку друзьку общину в нохії Ас-Сура-ас-Сахіра, яка входить до складу мінтаки Шахба в південній сирійській мухафазі Ас-Сувейда.